# Sedum brevifolium
Sedum brevifolium, és una espècie de planta crassulàcia.

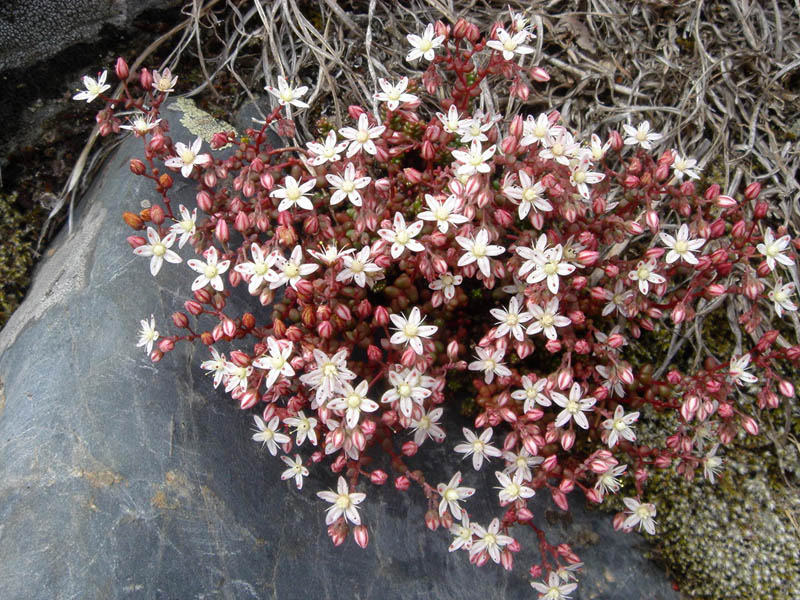
Al seu hàbitat

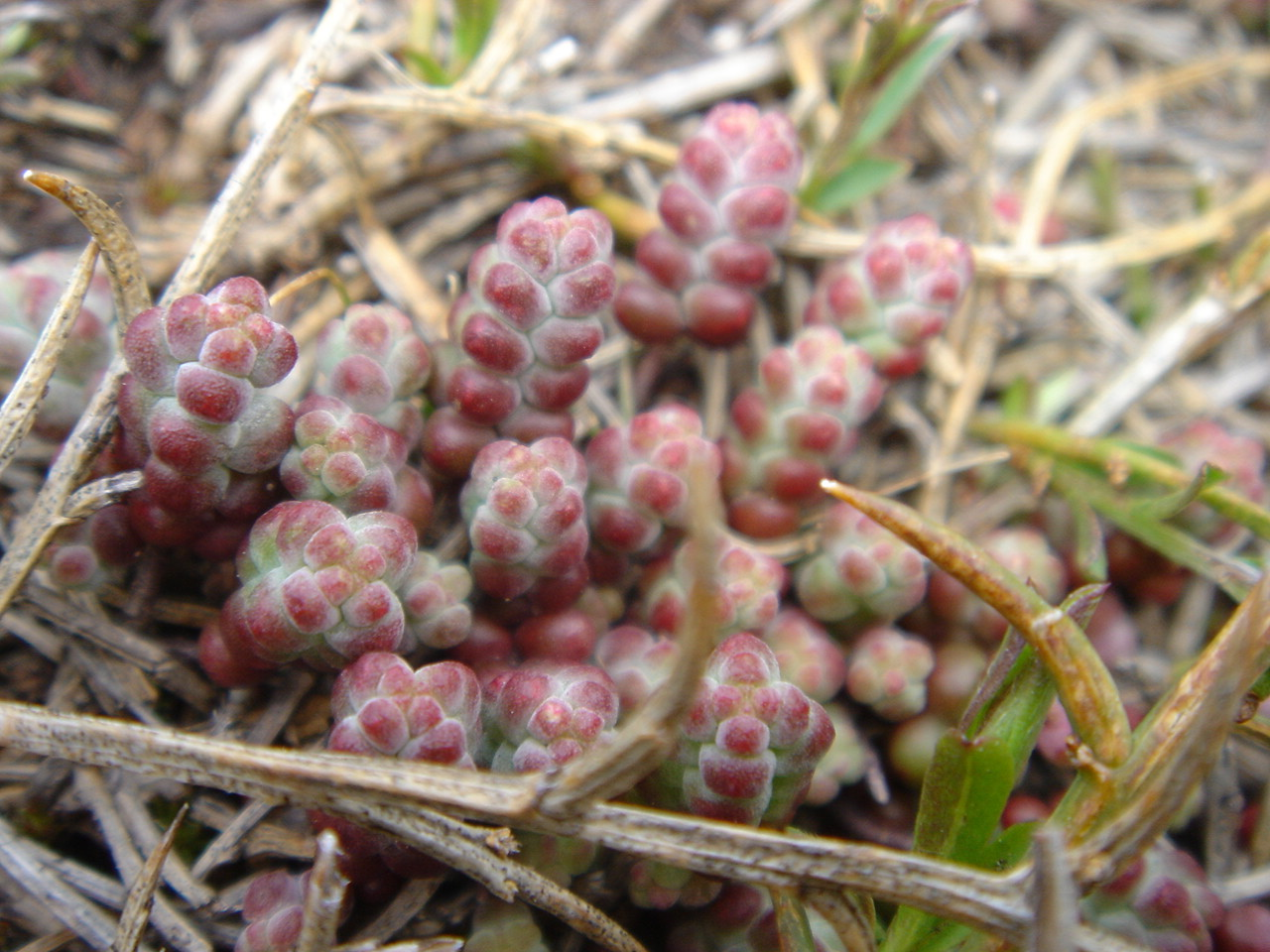
Detall de les fulles

## Característiques
Planta herbàcia vivaç i suculenta, verdosa, vermellenca o rosada, densament cespitosa. Flors situades al final de les tiges; 5 sèpals ovats de fins a 1,5 mm de longitud; 5 pètals lliures de 3-5 mm, de color blanc o un poc rosat; 10-12 estams. Fruit per diversos fol·licles glabres de 2-3,5 mm de longitud. Floreix a la primavera i estiu.

## Hàbitat
Freqüent en prats de cims, tarteres, fisures de roques.

## Distribució
Planta nativa del nord d'Àfrica : Marroc, del sud d'Europa: França, inclosa Còrsega; Itàlia, inclosa Sardenya; Península Ibèrica (inclosa Andorra).

## Taxonomia
Sedum brevifolium va ser descrita per Augustin Pyrame de Candolle i publicada a Mémoires de la Société d'agriculture du départment de la Seine 2: 79 1808.
Etimologia
brevifolium: epítet específic llatí que significa "amb fulles petites".
Sinònoms
- Oreosedum brevifolium (DC.) Grulich
- Sedum sphaericum Lapeyr.
- Sedum brevifolium var. cineritium Merino
- Sedum cineritium (Merino) Merino
- Sedum dasyphyllum subsp. brevifolium (DC.)Rouy i E.G.Camus in Rouy & Foucaud[6][7]